# بيت بن قسد (يهر)

تعديل مصدري - تعديل

بيت بن قسد هي إحدى قرى عزلة يهر بمديرية يهر التابعة لمحافظة لحج، بلغ تعداد سكانها 86 نسمة حسب تعداد اليمن لعام 2004.